# Rodenrijs (kasteel)
Het mottekasteel Rodenrijs of De Burcht stond in het stadsdeel Overschie van de Nederlandse stad Rotterdam, provincie Zuid-Holland.

## Geschiedenis
Mogelijk was het de familie Van Rodenrise die het kasteel in de 13e eeuw liet bouwen. Eind 13e eeuw werd ene Daniel van Rodenrise genoemd als kasteeleigenaar.
Wanneer het mottekasteel is verdwenen, is onbekend: het kan zijn verwoest bij de Hoekse en Kabeljauwse twisten in 1351, maar mogelijk verdween het kasteel rond 1450. Hoe dan ook is het nooit meer herbouwd. Wel bleef het als leengoed bestaan tot begin 18e eeuw.
De vijf meter hoge motteheuvel is tot 1922 zichtbaar gebleven in het landschap en werd toen 'De Bult' genoemd. In dat jaar werd de Schiewijk aangelegd en dat leidde ertoe dat de heuvel werd afgegraven. Hierbij kwamen een waterput en muurresten van kloostermoppen te voorschijn.
De voormalige kasteellocatie is geheel overbouwd met woningen. De straatnaam Terpstraat herinnert nog aan de verdwenen motte.

## Beschrijving
Het mottekasteel bestond uit een ringmuur, gebouwd bovenop de kunstmatig opgeworpen heuvel. De ringmuur had een diameter van 22 meter en was op spaarbogen gebouwd. De pijlers van deze spaarbogen waren gefundeerd tot aan het oorspronkelijke maaiveld. Rondom de slotgracht was een aarden wal aangelegd.
Abbenbroek · Abspoel · Adegeest · Slot Alkemade ·  Altena · Arkelsburg · Bellesteyn · Huis ten Berghe · Binckhorst · Binnenhof · Blijdestein · Te Blotinghe · Boekenburg · Boekhorst · Boshuysen · Bulgersteyn · Burcht (Leiden) · Burcht (Voorne) · Slot Capelle · Coebel · Cranenburg · Crayestein · Cronesteyn · Crooswijk · Develstein · 't Huys Dever · Dirks Steenhuis · Ter Does · Duivenstein · Duivenvoorde · Endegeest · Endepoel · Foreest · Giessenburg · Gravensteen · Groot Haesebroek · 's Heeraartsberg · Hof van Wateringen · Holy · Slot Honingen · Kasteel van de Heren van Arkel · Kasteel van Gouda · Keenenburg · Kasteel Keukenhof · Klein Poelgeest · Huis te Langerak · Langestein · Huis te Liesveld · Ter Lips · De Loo · Madeburcht · Marenburch · Meerburg · Huis te Merwede · Huis ter Mey · Kasteel van der Meye · Niemandsvriend · Noordeloos · Oud-Berendrecht · Oud-Poelgeest · Oud Teylingen · Paddenpoel · Persijn · Groot Poelgeest · Hof van Putten · Puttensteyn · Landgoed De Raephorst · Kasteel Ravesteyn · Kasteel van Rhoon · Rijnegom · Rijnenburg · Huis te Riviere · Rodenburg · Hofstad Rodenrijs · Rodenrijs · Rosenburgh · Huis Roucoop · Santhorst · Schelluinderberg · Schonenburg · Kasteel van Schoonhoven · Souburgh · Spangen · Starrenburg · Huis ter Specke · Steenvoorde · Stenevelt · Slot Teylingen · Den Toll · Torenvliet · Slot Valckesteyn · Huis ter Waard · Warmont · Ter Weer · Hof van Wena · Kasteel Westerbeek · Huis te Woude · Kasteel van IJsselmonde · 't Zand · Huis Zevender · Kasteel aan de Zevender · Zijlhof · Zonneveld · Huis Zuidwijk · Zwieten